# Nanno
Nanno är en ort och frazione i kommunen Ville d'Anaunia i provinsen Trento i regionen Trentino-Sydtyrolen i Italien. 
Nanno upphörde som kommun den 1 januari 2016 och bildade med de tidigare kommunerna Tassullo och Tuenno den nya kommunen Ville d'Anaunia. Den tidigare kommunen hade 591 invånare (2015).